# Pléshchanitsy
Pléshchanitsy (bielorruso: Пле́шчаніцы) o Pléshchenitsy (ruso: Пле́щеницы) es un asentamiento de tipo urbano de Bielorrusia, perteneciente al raión de Lagoysk de la provincia de Minsk.
En 2023, el asentamiento tenía una población de 5911 habitantes. Es sede de un consejo rural que incluye 17 pedanías con una población adicional de otros cinco mil ochocientos habitantes.
Se ubica unos 20 km al norte de la capital distrital Lagoysk, sobre la carretera M3 que lleva a Vítebsk. La carretera M3 se cruza aquí con la carretera P63 que une Ashmiany con Borísov.

## Historia
Se conoce la existencia del asentamiento desde el siglo XVI, cuando era un pueblo perteneciente a la familia noble Tyszkiewicz en la República de las Dos Naciones. En la partición de 1793, cuando el pueblo ya tenía estatus de miasteczko, se integró en el Imperio ruso, que estableció aquí la capital de un vólost. En 1812, durante la retirada de la invasión napoleónica de Rusia, tuvo lugar aquí una batalla en la que las tropas rusas de Matvéi Plátov derrotaron a las tropas napoleónicas de Claude-Victor Perrin. Desde 1882, el asentamiento se desarrolló al albergar una fábrica de zapatos y otra de clavos y alfileres para zapateros. La RSS de Bielorrusia le dio el estatus de capital distrital en 1924 (que perdió en 1962) y el de asentamiento de tipo urbano en 1938.